# Mojoeira
Mojoeira (llamada oficialmente San Lourenzo da Muxueira) es una parroquia y una aldea española del municipio de Riotorto, en la provincia de Lugo, Galicia.

## Otras denominaciones
La parroquia también es conocida por los nombres de San Lorenzo de Muxueira y San Lourenzo de Moxoeira.

## Organización territorial
La parroquia está formada por cuatro entidades de población, constando tres de ellas en el nomenclátor del Instituto Nacional de Estadística español:
- Augaxosa (A Augaxosa)
- Muxueira (A Muxueira)
- Rego do Páxaro (Rego do Páxaro)
- Vilar de Santiago (O Vilar de Santiago)

## Demografía

### Parroquia
| Gráfica de evolución demográfica de Mojoeira (parroquia) entre 2000 y 2021 |
|                                                                            |
| Datos según el nomenclátor publicado por el INE.                           |

### Aldea
| Gráfica de evolución demográfica de Muxueira (aldea) entre 2000 y 2021 |
|                                                                        |
| Datos según el nomenclátor publicado por el INE.                       |